# 森特拉达
森特拉达，是西班牙加泰罗尼亚莱里达省的一个市镇。 总面积35平方公里，总人口98人（2001年），人口密度3人/平方公里。